# دخن سومطري
الدُّخن السومطري أو الدُّخن الصغير نوع نباتي ينتمي لجنس الدخن من الفصيلة النجيلية.